# Хёгенбах
Хёгенбах (нем. Högenbach) — река в Германии, протекает по Верхнему Пфальцу и Средней Франконии (земля Бавария). Речной индекс 24224. Площадь бассейна реки составляет 112,90 км². Длина реки 20,55 км. Высота истока 434 м. Высота устья 344 м.